# Tripneustes gratilla
Tripneustes gratilla is een zee-egel uit de familie Toxopneustidae.
De wetenschappelijke naam van de soort werd in 1758 gepubliceerd door Carl Linnaeus.

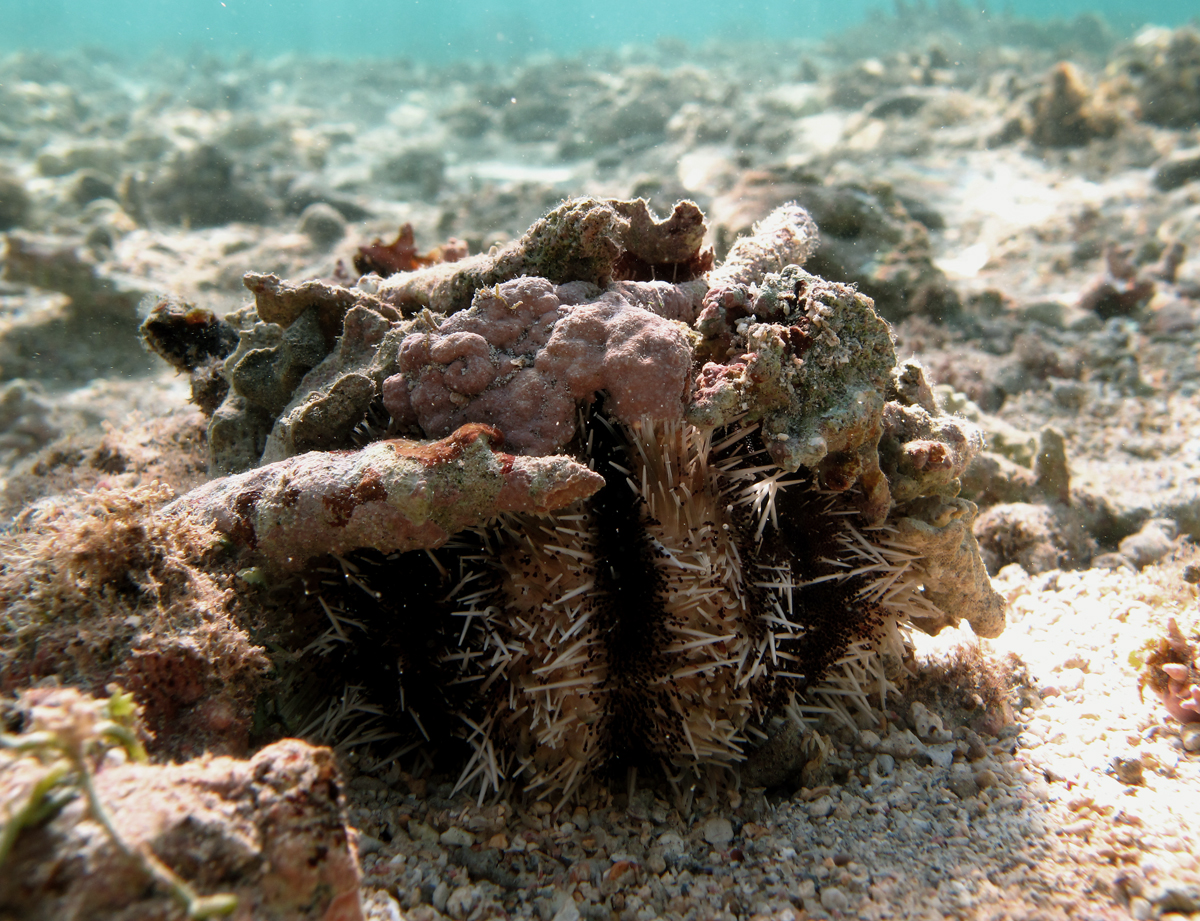
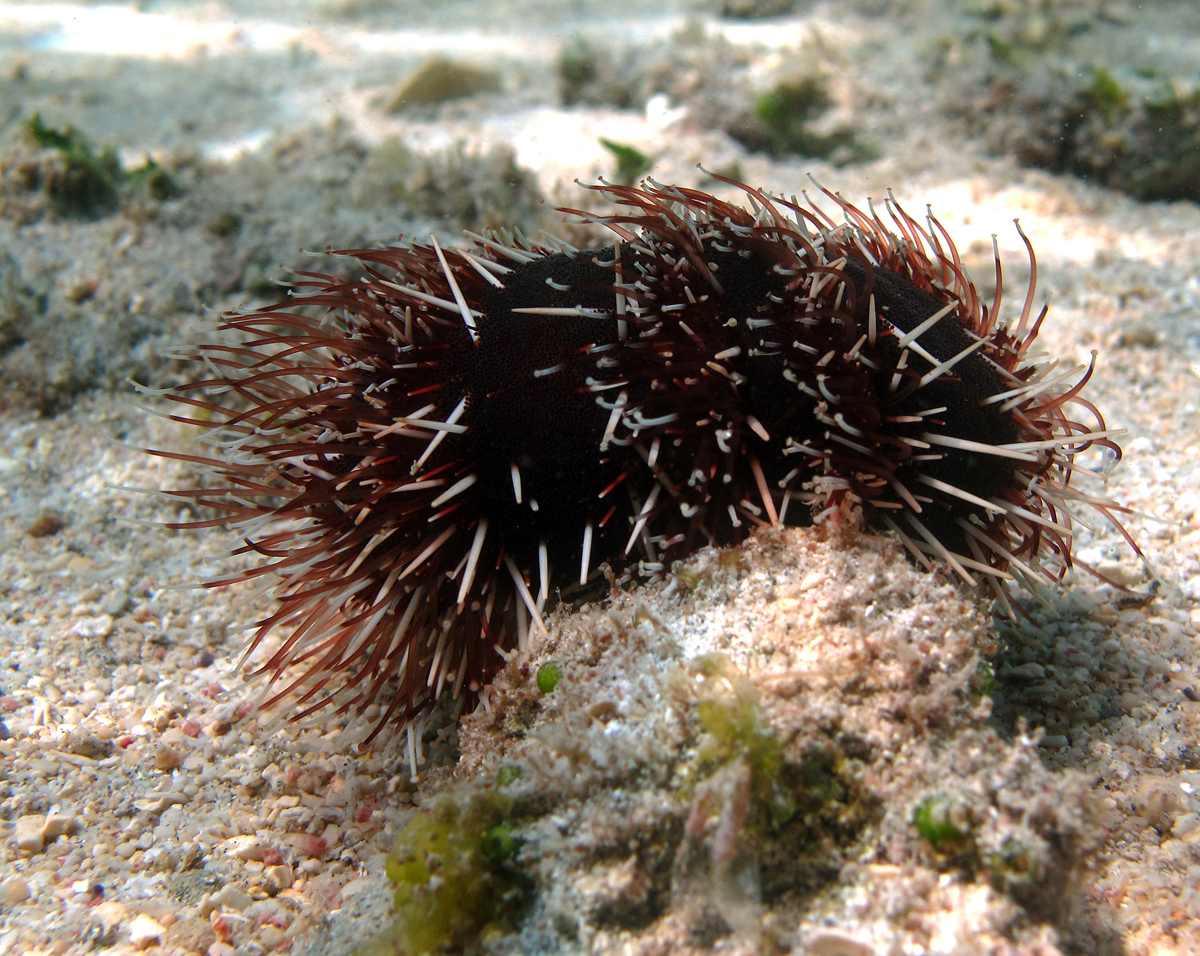
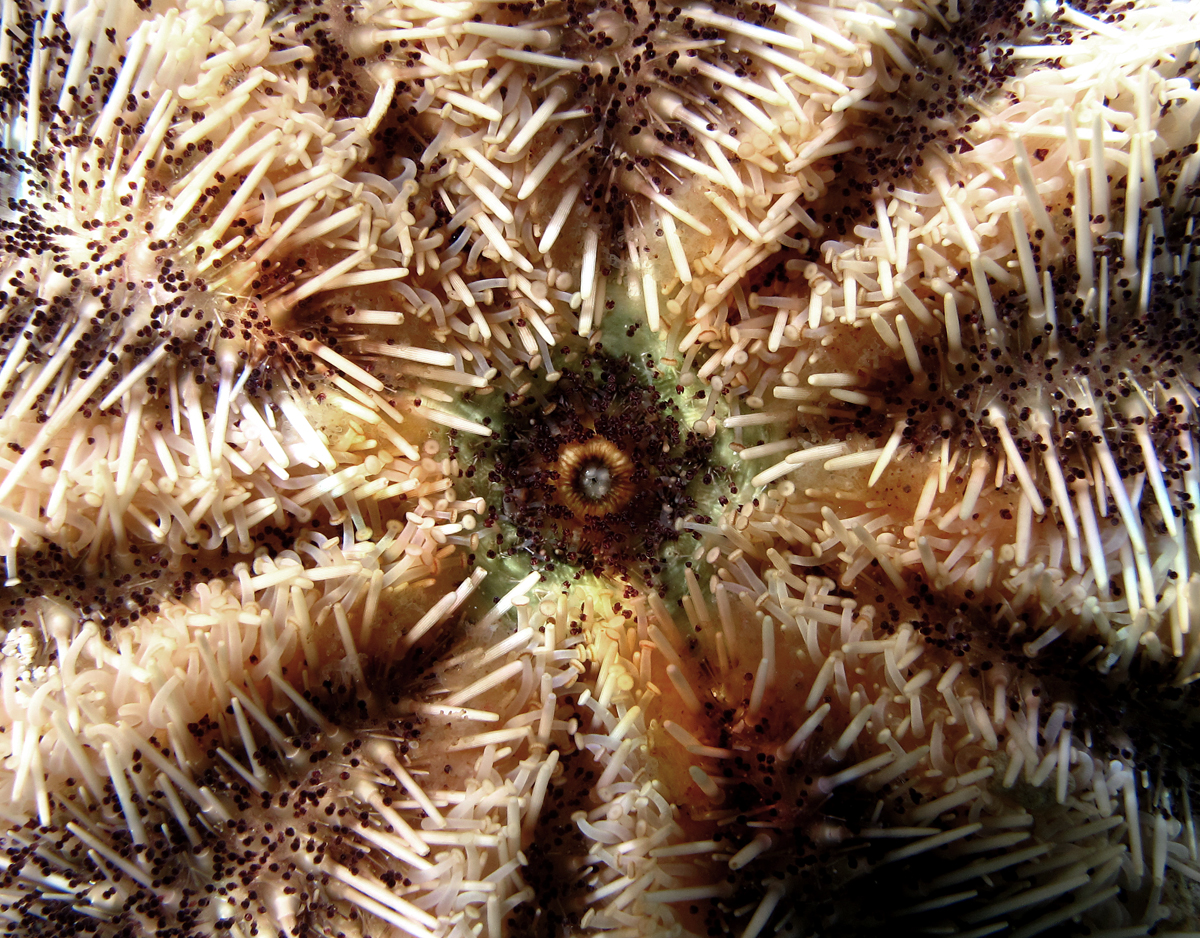
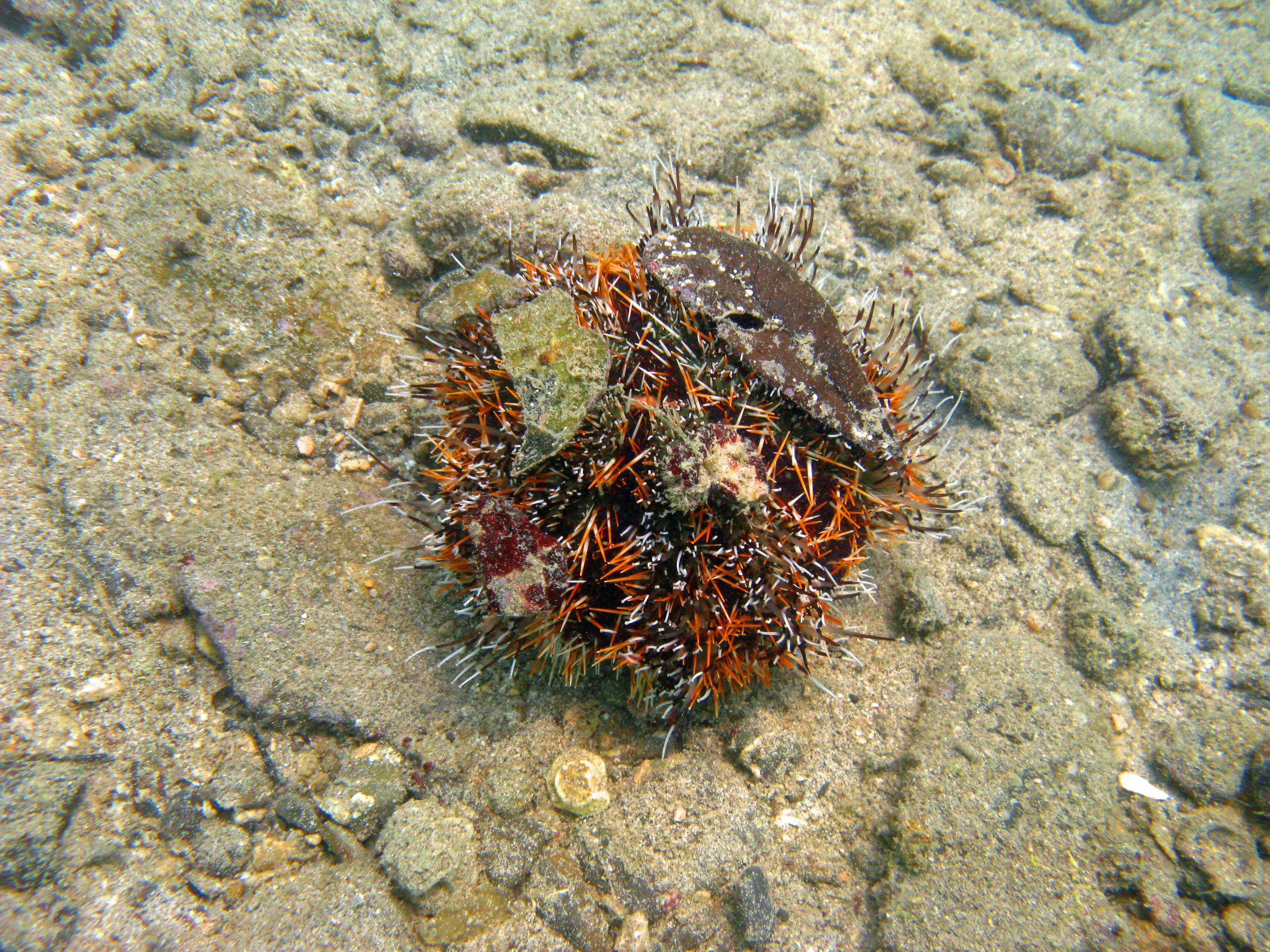